# Luigi Turci
Luigi Turci (né le 27 janvier 1970 à Crémone, en Lombardie) est un footballeur italien, évoluant au poste de gardien de but, qui commença sa carrière en 1988, dans le club de sa ville natale, l'US Cremonese. Il est aujourd'hui entraîneur des gardiens.

## Carrière
| Saison      | Club           | Pays   |
| ----------- | -------------- | ------ |
| 1988 - 1990 | US Cremonese   | Italie |
| 1990 - 1991 | AC Trévise     | Italie |
| 1991 - 1992 | US Alexandrie  | Italie |
| 1992 - 1996 | US Cremonese   | Italie |
| 1996 - 2002 | Udinese Calcio | Italie |
| 2002 - 2005 | UC Sampdoria   | Italie |
| 2005 - 2007 | AC Cesena      | Italie |